# سامانثا جونز (الجنس والمدينة)
سامانثا جونز هي شخصية خيالية في المسلسل التلفزيوني الجنس والمدينة الذي أنتجته شبكة إتش بي أو، ومسلسله التمهيدي ذي كاري دايريز (يوميات كاري)، الذي أنتجته شبكة ذا سي دبليو. جُسدت الشخصية من قبل الممثلتين كيم كاترال وليندسي غورت. حصلت كاترال على جائزة نقابة ممثلي الشاشة وجائزة غولدن غلوب لتجسديها الدور.

## تاريخ الشخصية

### الجنس والمدينة
سامانثا جونز هي واحدة من أربعة صديقات عازبات جُسدن في المسلسل، موظفة علاقات عامة وامرأة فخورة وواثقة في نفسها وشديدة الشبق. تدور معظم قصصها حول علاقاتها الجنسية المتكررة وشؤونها الخاصة. صريحة وتُعلن عن نفسها بأنها «مجربة جنسية» (بمعنى أنها تجرب أي شيء لمرة واحدة على الأقل). صُورت على أنها متهورة، وواضحة، وتحمي صديقاتها بشدة ولا تخشى المواجهة. كما أنها تبدي عدم اكتراث بخصوص المواعدة والزواج الأحادي وتصبح غير مرتاحة عندما تأخذ علاقاتها الجنسية منعطفًا عاطفيًا.
لم يُعرف الكثير عن حياة سامانثا حين كانت أصغر سنًا. من المعروف أنها جاءت من خلفية من الطبقة العاملة، وقضت معظم سنوات مراهقتها في بيع حلوى ديلي بار في ديري كوين من أجل كسب مصروفها الخاص. يشير الموسم الثالث إلى أن لديها شقيقين على الأقل، عندما ذكرت أن والدتها حين كانت في نفس سنها «كانت مثقلة بوجود ثلاثة أطفال وزوج مخمور». ذكرت لاحقًا احتفالها في نادي استديو 54 في أوج ازدهاره، ما يعني أنها انتقلت في وقت ما، بين منتصف السبعينيات وأواخرها من مكان نشأتها إلى مدينة نيويورك. وذكرت أنها أجرت أكثر من عمليتي إجهاض، إحداها كانت أثناء دراستها في الجامعة.
كانت سامانثا الأكبر سنًا بين الصديقات الأربع (في المشهد الأخير من فيلم الجنس والمدينة، يحتفلون بعيد ميلادها الخمسين)، على الرغم أنه في المواسم الأولى للمسلسل، أُشير إلى أن الثلاث الأخريات لم يعلمن كم هو فارق العمر بينهن وبين سامانثا. كانت تملك شركتها الخاصة للعلاقات العامة. تبين في سلسلة الكتب التمهيدية، أن كاري قابلت سامانثا أولاً.
عاشت في الأجزاء الأولى من المسلسل، في منطقة أبر إيست سايد، لكن انتهى الأمر بها بالانتقال إلى شقة باهظة الثمن في منطقة ميتباكينغ ديستريكت. حدثت هذه الخطوة بعد أن تسبب أحد زوارها في وقت متأخر من الليل بدخول سارق، هاجم أحد جاراتها الأكبر سنًا، وتعرضت سامانثا لغضب جماعي من جيرانها المسنين.
إحدى أفضل صفات سامانثا هي ولاؤها لأصدقائها. فعندما اعترفت كاري لها بأنها أقامت علاقة غرامية مع حبيبها السابق المتزوج «السيد بيغ» وخانت حبيبها إيدن، أخبرتها سامانثا أن إطلاق الأحكام ليس أسلوبها وقدمت لها الدعم. وعلى الرغم من شجارها مع شارلوت مرات عديدة، دائمًا ما تمكن من تجاوز خلافاتهن وإصلاحها. وعلى الرغم من مشكلتها في التأقلم مع قضية إنجاب ميراندا لطفل، فإنها تخلت عن طيب خاطر عن موعد لتصفيف الشعر مع مصفف شعر مميز وأرسلت ميراندا بدلًا منها، وبقيت بعدها كي ترعى الطفل ومنحت بذلك صديقتها، استراحةً كانت بأمس الحاجة إليها. على الرغم من أن ميراندا اعتُبرت عادة أفضل صديقة لكاري، ظهرت سامانثا أقرب إلى كاري في عدة مناسبات؛ مثال، عندما كرهت كاري خاتم الخطوبة الذي اختارته ميراندا لإيدن من أجل أن يقدمه إيدن لكاري، لكنها أحبت الخاتم الذي استبدله به بمساعدة سامانثا.
في الموسم الأخير من العرض، تُشخص إصابة سامانثا بسرطان الثدي. فتواجه التحدي وجهًا لوجه، متلاعبةً بمظهرها من خلال ارتداء شعر مستعار صارخ، وقبعات، وأوشحة لتغطية الرأس بعد أن فقدت شعرها نتيجةً للعلاج الكيميائي. في إحدى الحلقات الأخيرة، ألقت خطابًا في عشاء خيري لصالح مرض السرطان، ولاقت حفاوةً بالغةً بسبب نزعها لشعرها المستعار على خشبة المسرح والاعتراف بأنها عانت من هبات الحرارة. قدر الجمهور صراحتها وصدقها، ووقفت العديد من النساء في الحضور وقمن بنزع شعرهن المستعار.

## وصلات خارجية
- Archive of the original Sex and the City newspaper columns نسخة محفوظة 29 يناير 2008 على موقع واي باك مشين.